# دييغو دياز أهومادا
دييغو دياز أهومادا (بالإسبانية: Diego Díaz Ahumada)‏ هو مدرب كرة قدم ولاعب كرة قدم تشيلي في مركز الدفاع، ولد في 12 يونيو 1986 في كوريكو في تشيلي. لعب مع أونيفرسيداد دي كونسيبسيون ‏.

## وصلات خارجية
- دييغو دياز أهومادا على موقع Soccerway.com (الإنجليزية)
- دييغو دياز أهومادا على موقع AS.com (الإسبانية)